# 1668
Évszázadok: 16. század – 17. század – 18. század
Évtizedek: 1610-es évek – 1620-as évek – 1630-as évek – 1640-es évek – 1650-es évek – 1660-as évek – 1670-es évek – 1680-as évek – 1690-es évek – 1700-as évek – 1710-es évek
Évek: 1663 – 1664 – 1665 – 1666 –  1667 – 1668 – 1669 – 1670 – 1671 – 1672 – 1673

## Események
- január 8. – XIV. Lajos francia király és I. Lipót német-római császár titkos szerződést ír alá, amely szerint II. Károly spanyol király esetleges halála esetén közösen lépnek fel a spanyol örökség felosztásakor.[1]
- január 23–24. – Jan de Witt és William Temple létrehozza a hágai hármas szövetséget.[1]
- május 2. – Az aacheni békeszerződés létrejötte[1] Franciaország és Spanyolország között.
- szeptember 18. – III. Ferdinánd özvegye, Gonzaga Eleonóra királyné megalapítja a Csillagkeresztes Rendet.
- Londonban bevezetik az utcai világítást.

## Születések
- március 20. – Károlyi Sándor, gróf és szabadságharcos († 1743)
- június 23. – Giambattista Vico itáliai történész és jogtudós († 1744)
- november 10. – François Couperin francia zeneszerző († 1733)
- november 14. – Johann Lukas von Hildebrandt osztrák műépítész († 1745)